# Vreia de Bornes
Vreia de Bornes is een plaats (freguesia) in de Portugese gemeente Vila Pouca de Aguiar en telt 794 inwoners (2001).